# Cofator (bioquímica)

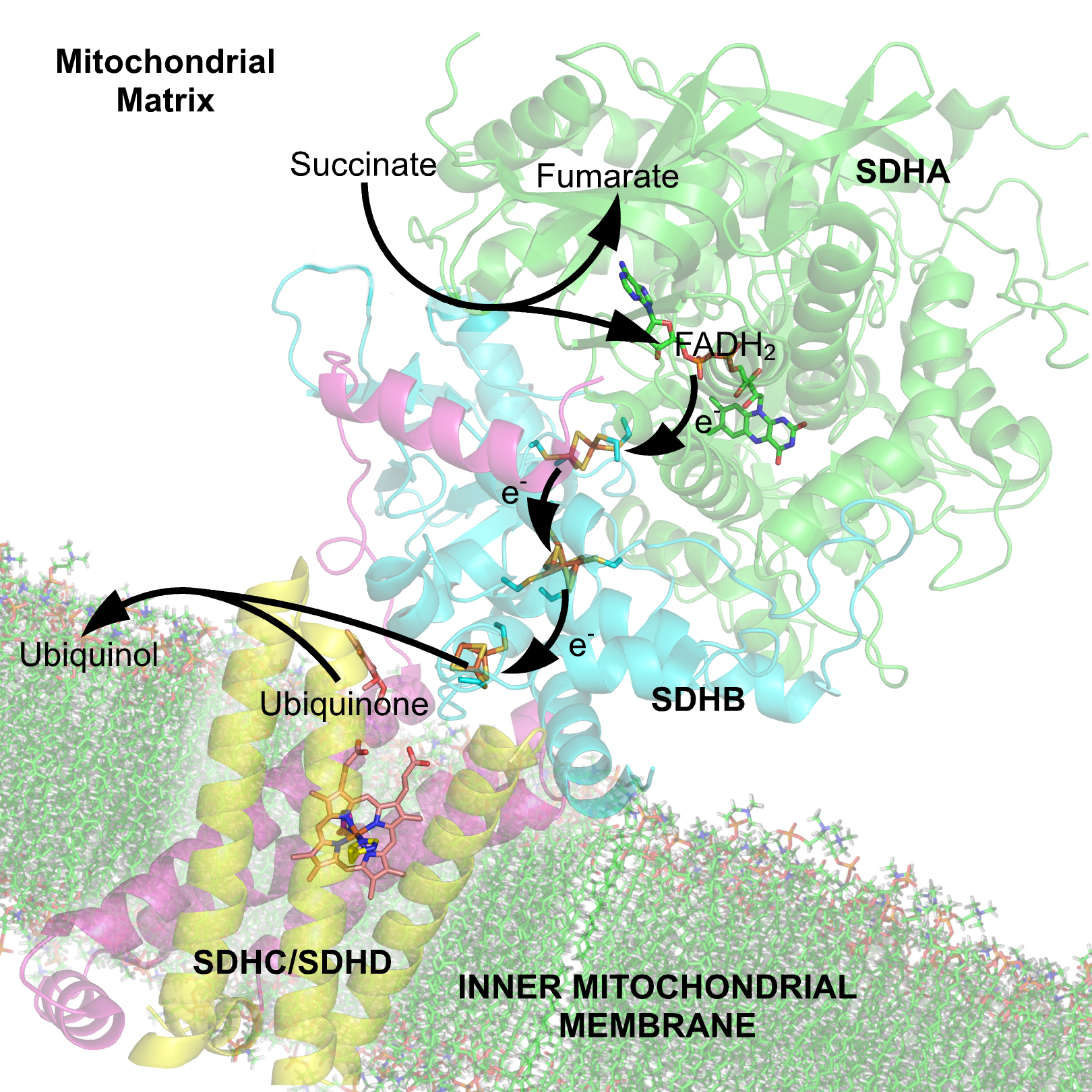
O complexo da desidrogenase do succinato mostrando vários cofatores, incluindo flavina, centros ferro-enxofre, e heme

Os cofatores (AO 1945: cofactores) são substâncias inorgânicas necessárias ao funcionamento das enzimas, como exemplo as mostradas no quadro abaixo. Se um "cofator" for orgânico, recebe o nome de coenzima.
Várias enzimas humanas são proteínas conjugadas, tendo moléculas de íons metálicos de cobre, zinco e manganês, é por isso que necessitamos ingerir esses e outros tipos de íons em nossa dieta, já que nosso organismo não as produz.

## Exemplos de elementos inorgânicos que servem como cofatores
| Cu2+         | Citocromo oxidase                                                   |
| Fe2+ ou Fe3+ | Citocromo oxidase, catalase, peroxidase                             |
| K+           | Piruvato quinase                                                    |
| Mg2+         | Hexoquinase, glicose-6-fosfatase, piruvato quinase                  |
| Mn2+         | Arginase, ribonucleotídeo redutase                                  |
| Mo           | Dinitrogenase                                                       |
| Ni+2         | Urease                                                              |
| Se           | Glutationa peroxidase                                               |
| Zn2+         | Anidrase carbônica, desidrogenase alcoólica, carboxipeptidase A e B |